# 相浦警察署
相浦警察署（あいのうらけいさつしょ, Ainoura Police Station）は、長崎県警察が設置している警察署の一つである。
佐世保警察署に統合される計画があり、新庁舎が佐世保市花園町10番19号の佐世保市民会館跡地に新庁舎が建設される（2027年度（令和9年）に完成予定）。

## 所在地
- 長崎県佐世保市愛宕町161番地
  - 地図を表示

## 管轄区域
- 佐世保市西部
  - 相浦支所管内(浅子町を除く（浅子町は江迎警察署管轄))
  - 中里皆瀬支所管内
  - 黒島支所管内

## 沿革

### 明治
- 1885年（明治18年）6月 - 平戸警察署山口分署が設置される。
- 1905年（明治38年）- 移管により佐世保警察署山口分署となる。

### 大正
- 1926年（大正15年）7月 - 分署制度廃止に伴い、山口警察署となる。

### 昭和
- 1930年（昭和5年）4月5日 - 山口村が町制施行し相浦町に改称したのに伴い、相浦警察署へ改称。
- 1948年（昭和23年）3月7日 - 自治体警察として佐世保市警察発足。相浦警察署は佐世保市警察署相浦警部派出所とされた。
- 1950年（昭和25年）4月1日 - 市警察機構改革により、佐世保市警察署相浦地区警ら隊に改称。
- 1954年（昭和29年）7月1日 - 市警察を廃止し、長崎県警察相浦警察署（現在名）として再発足。
- 1975年（昭和50年）3月 - 現庁舎落成。

### 平成
- 2006年（平成18年）
  - 4月1日 - 市町村合併に伴い管轄区域を変更、同時に交番・駐在所の統廃合を行う。
    - 吉井・世知原・小佐々地区を江迎警察署から移管。
    - 佐世保市大野地域・柚木地域を佐世保警察署へ移管。
- 2010年（平成22年）
  - 4月1日 - 吉井・世知原・小佐々地区を江迎警察署へ移管。吉井・世知原・小佐々地区が再び江迎警察署の所管となる。

## 内部組織[3]
- 警務課
  - 警務係
- 会計課
  - 会計係
- 刑事生活安全課
  - 捜査係
  - 鑑識係
  - 生活安全係
- 地域課
  - 企画指導係
  - 地域第一係
  - 地域第二係
  - 地域第三係
- 交通課
  - 交通係
- 警備課
  - 警備係

## 交番
（　）の中は読み仮名と所在地
- 交番数---3 
  - 大潟交番（おおがた、佐世保市大潟町129番地2、北緯33度11分13.8秒 東経129度39分36.1秒）- 旧大潟町警察官駐在所
  - 中里交番（なかざと、佐世保市上本山町1135番5、北緯33度12分33.2秒 東経129度41分39.2秒）- 旧上本山町警察官駐在所（かみもとやまちょう、佐世保市上本山町965番地）が2008年（平成20年）に改称し、移転。
  - 日野町交番（ひのちょう、佐世保市日野町855番地4、北緯33度10分13.8秒 東経129度40分38.1秒）

## 駐在所
- 駐在所数---0

## 警備艇
- むらさめ （11.00t）

## 廃止された交番・駐在所
（　）は読み、所在地だった場所。---は廃止後に所管区が移された交番・駐在所を表す。
- 2006年（平成18年）
  - 相浦町交番（あいのうらちょう、佐世保市相浦町2752番地）--- 大潟交番
  - 新田町警察官駐在所（しんでんちょう、佐世保市新田町148番地）--- 大潟交番
  - 黒島町警察官駐在所（くろしまちょう、佐世保市黒島町2898番地2）--- 大潟交番
- 2008年（平成20年）
  - 皆瀬町警察官駐在所（かいぜちょう、佐世保市皆瀬町270番地3）--- 中里交番

## 移管された交番・駐在所
- 2006年（平成18年）4月1日～　佐世保警察署へ移管された交番・駐在所
  - 大野交番（おおの、佐世保市瀬戸越2丁目18番4号）
  - 柚木町警察官駐在所（ゆのきちょう、佐世保市柚木町1959番地）

- 2006年（平成18年）4月1日～2010年（平成22年）3月31日までの4年間、相浦警察署の所管であった交番・駐在所

2006年（平成18年）4月1日に江迎警察署から移管され、2010年（平成22年）4月1日に再び江迎警察署の所管に戻った。
- 小佐々駐在所（こさざ、佐世保市小佐々町楠泊690番地3）
- 世知原駐在所（せちばる、佐世保市世知原町栗迎9番地13）
- 田原駐在所（たばる、佐世保市小佐々町田原84番地3）
- 福井駐在所（ふくい、佐世保市吉井町直谷1119番地2）
- 吉井駐在所（よしい、佐世保市吉井町立石503番地）